# Thunderbird (míssil)
O English Electric Tunderbird foi um míssil superfície-ar britânico produzido para o Exército do Reino Unido. A função primária do míssil era a de proteção dos combatentes em solo no campo de batalha ao atacar alvos de alta altitude até 48 quilômetros (157 000 pés), baterias anti-aéreas de baixa altitude eram utilizadas em conjunto com o sistema, pois com a presença do Thunderbird em campo forçando os alvos a voarem baixo as baterias ficavam encarregadas de alvejá-los. Começou a ser desenvolvido em 1949 com a finalidade de substituir a artilharia antiaérea pesada, tinha asas curtas, quatro aletas grandes na cauda e um motor de sustentação de combustível sólido e quatro foguetes de impulsão do lado de fora. O míssil entrou em serviço em 1959 e passou por uma grande atualização de meia-idade em 1966 com a apresentação do Thunderbird 2, depois foi sendo retirado lentamente até 1977.
Os mísseis Thunderbird tiveram performance similar aos mísseis MIM-23 Hawk estadunidense e o totalmente móvel 2K11 Krug soviético, embora ele seja antecessor a estes outros sistemas. Após as suas atualizações de meia-idade, que compartilhou vários componentes do míssil Bristol Bloodhound da Força Aérea Real, o Thunderbird apresentava um sistema de radar de localização de onda continua que era muito resistente à contra medidas eletrônicas, sendo capaz de travar em alvos de baixa altitude.

## Operadores
Antigos
 Reino Unido
Exército do Reino Unido
 Finlândia
Exército da Finlândia
 Arábia Saudita
Força Aérea da Arábia Saudita

### Potencial
Negociações foram realizadas com a Líbia e a Zâmbia

## Galeria

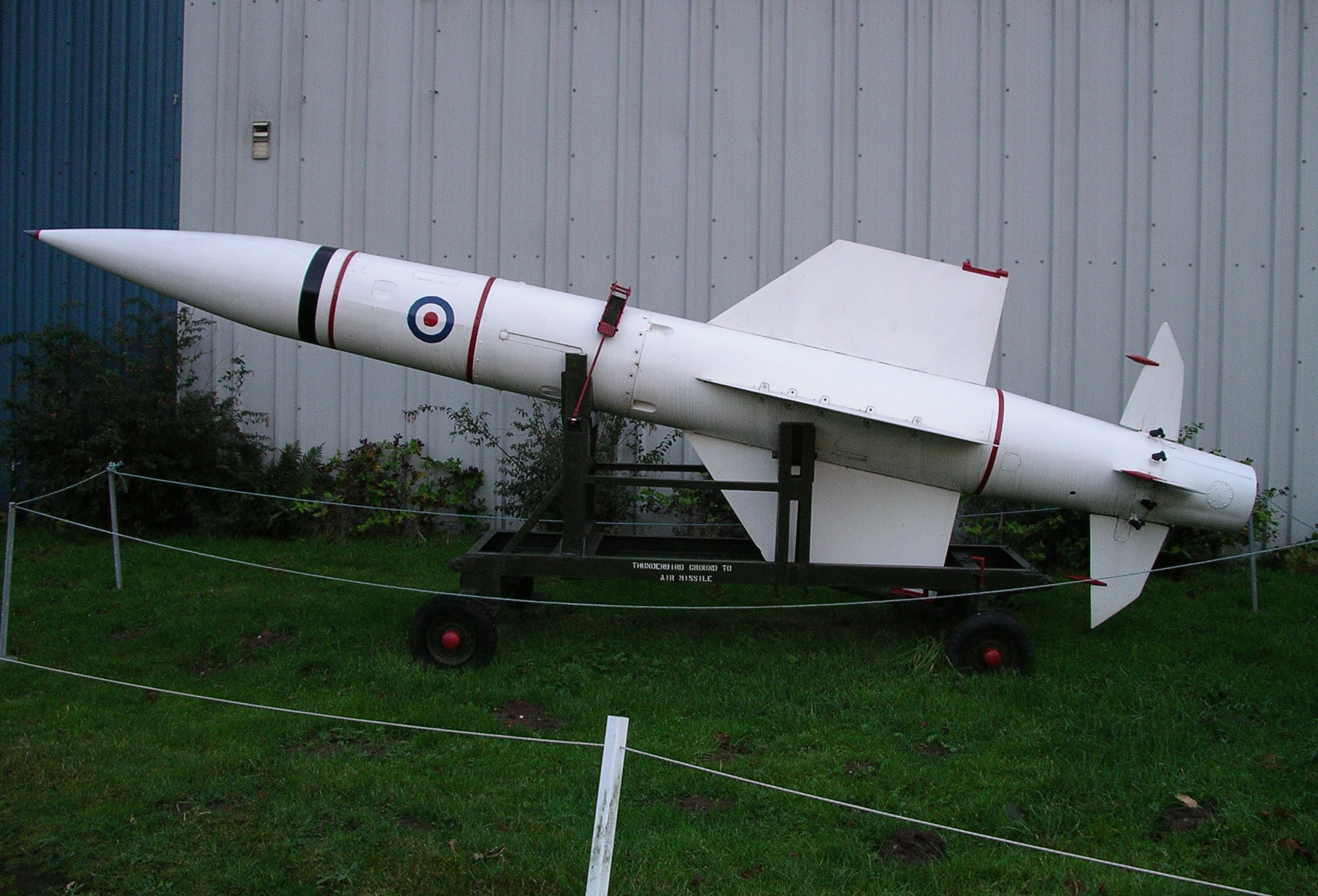
Um Thunderbird I sem os combustores menores exposto no Museu do Ar de Midland, Inglaterra.
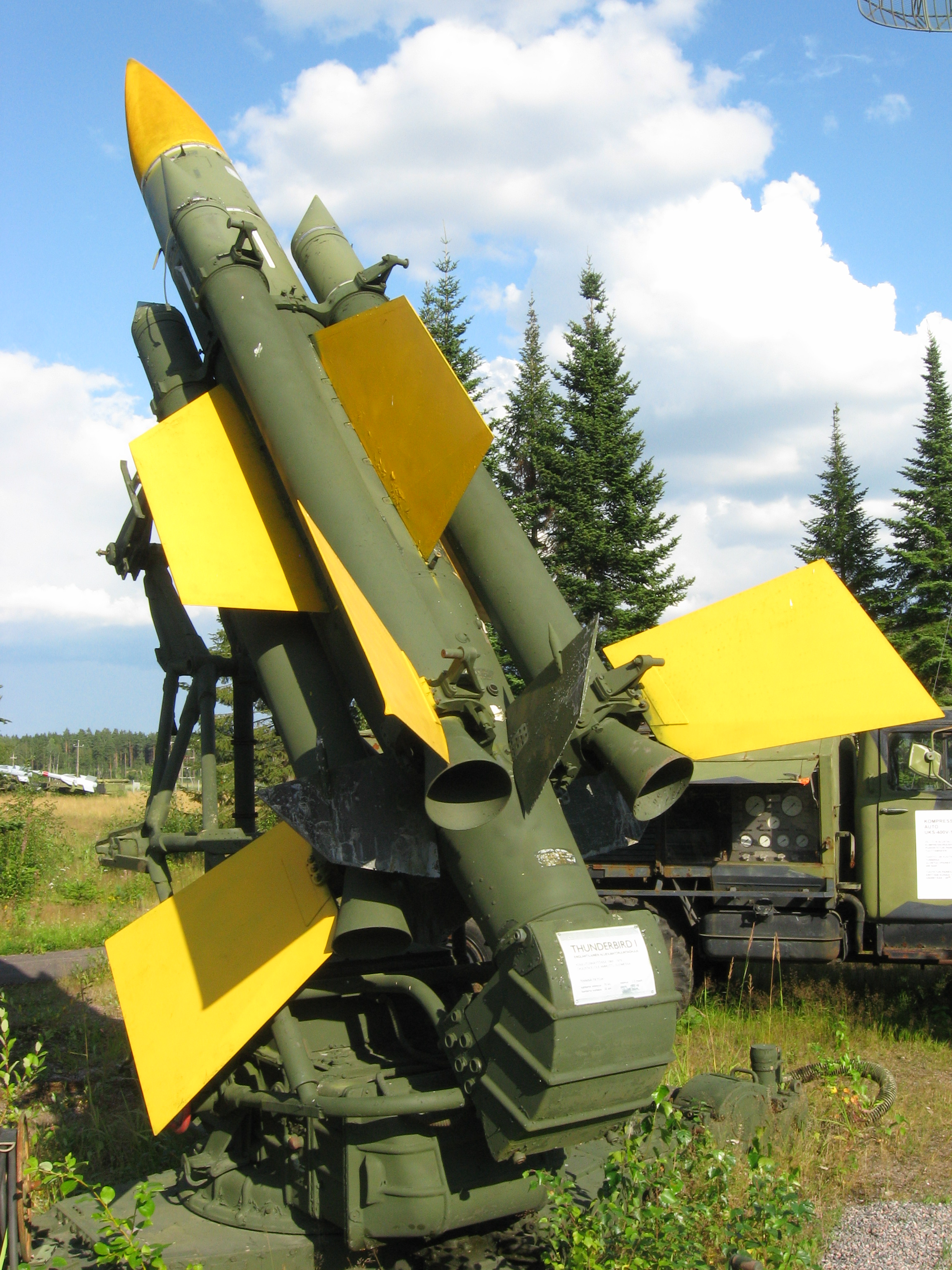
Thunderbird II exposto em museu de armas anti-aéreas em Tuusula, Finlândia.
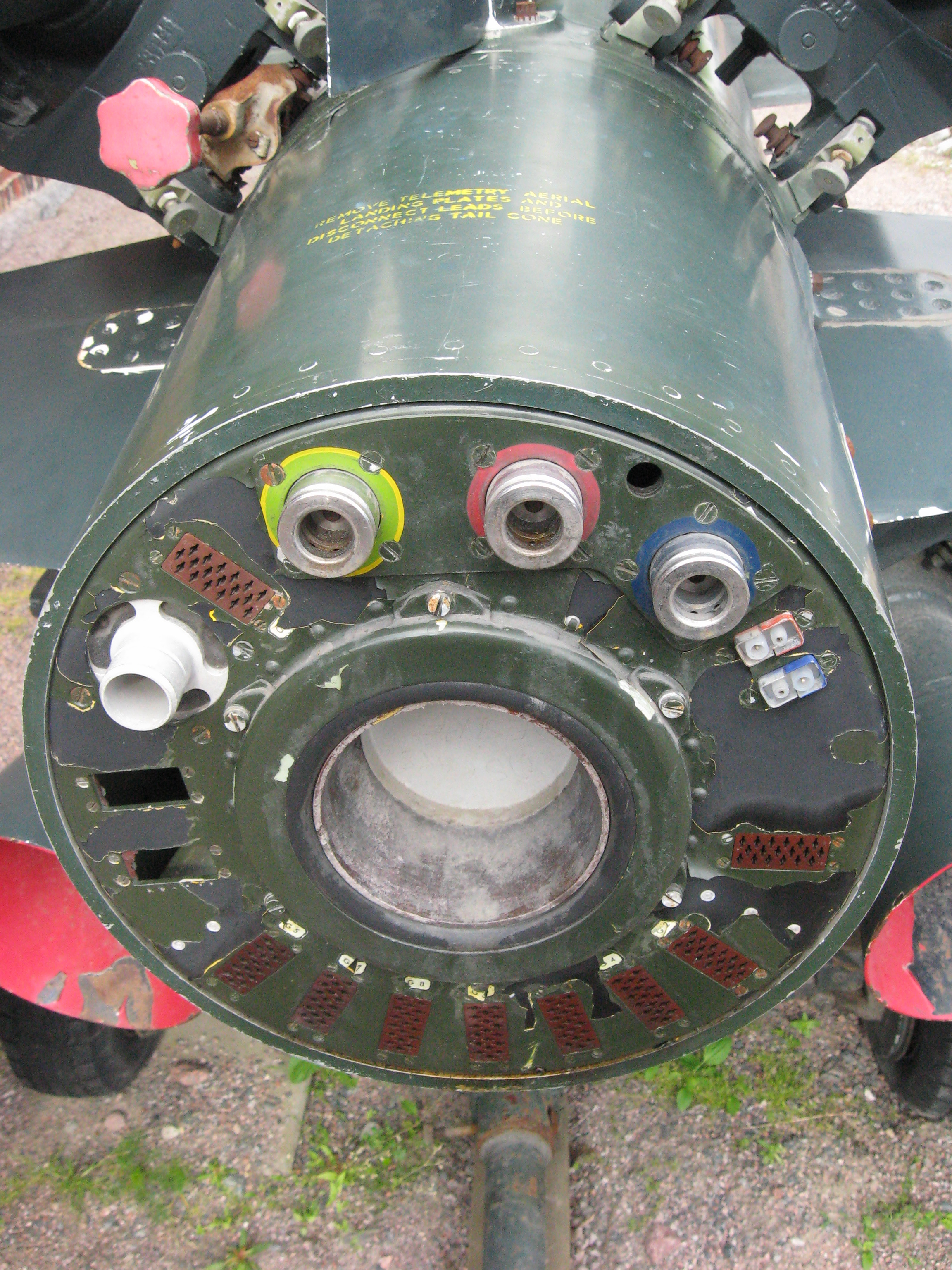
Traseira do míssil e detalhes dos conectores, Museu de Artilharia da Finlândia, Hämeenlinna.